# Elecciones federales de México de 1988
Las elecciones federales de México de 1988, oficialmente denominadas Proceso Electoral Federal 1987-1988, se llevaron a cabo el miércoles 6 de julio de 1988 organizadas por la Comisión Federal Electoral —y siendo las últimas a su cargo—. 
Se renovaron los siguientes cargos de elección popular:
- Presidente de la República. Jefe de Estado y de Gobierno electo para un periodo de seis años no reelegibles en ningún caso para cubrir el periodo 1988-1994. El candidato electo fue Carlos Salinas de Gortari.
- 64 senadores. Miembros de la cámara alta del Congreso de la Unión, 2 por cada estado de la federación y el Distrito Federal, electos por mayoría relativa para un periodo de seis años, que integraron desde el 1 de septiembre la LIV Legislatura.
- 500 diputados federales. Miembros de la cámara baja del Congreso de la Unión, 300 electos por mayoría relativa por cada distrito electoral y 200 electos por representación proporcional a través de un sistema de listas nacionales por cada una de las 5 circunscripciones, todos electos para un periodo de tres años, que integraron desde el 1 de septiembre la LIV Legislatura.

Los comicios se efectuaron en el marco de nuevas regulaciones electorales que permitían una mayor participación de la oposición en los propios procesos electorales y una mayor representación en la Cámara de Diputados. Sin embargo, estas reformas también trataron de asegurarle al partido gobernante desde 1946, el Partido Revolucionario Institucional (PRI), la mayoría absoluta en la Cámara y otorgar al gobierno federal el control total de la organización electoral.
Los cambios en las normativas institucionales demostraron que el PRI ya preveía un resultado «conflictivo» en estas elecciones. Por otra parte, el Código Electoral Federal de 1986 supuso un incremento de poder del partido hegemónico en la autoridad electoral y alteró la unión que tradicionalmente mantenía con los partidos paraestatales, facilitando la creación de la coalición opositora Frente Democrático Nacional (FDN) y representando la primera ocasión desde 1946 en la que el candidato presidencial priísta era postulado únicamente por el propio partido.
Mientras se realizaba el cómputo de los votos se reportó un fallo en el sistema encargado de reportar el conteo de los sufragios a medida que se realizaban. Antes del fallo, se suponía una ligera ventaja para el candidato del FDN Cuauhtémoc Cárdenas por encima del candidato priísta Carlos Salinas de Gortari, y del candidato del Partido Acción Nacional (PAN), Manuel Clouthier. Al restaurarse el sistema, Salinas de Gortari se impuso como ganador con el 50.36% del voto válido, contra el 31.12% de Cárdenas y el 17.07% de Clouthier. El incidente, conocido como «caída del sistema», provocó acusaciones de fraude en la elección del presidente de la República. Mientras que la mayoría de los procesos electorales desde la llegada al poder del PRI habían sido denunciados como fraudulentos, esta fue la primera ocasión en la que hubo una auténtica expectativa de un triunfo opositor, y la legitimidad electoral del partido gobernante se vio, por primera vez en su historia, cuestionada de manera seria.
En julio de 2017,  Manuel Bartlett, exsecretario de Gobernación, declaró a medios que se había cometido fraude electoral a través de la manipulación de cifras, además de que este se había llevado a cabo en complicidad con el Partido Acción Nacional para evitar que Cuauhtémoc Cárdenas llegara a la presidencia.

## Antecedentes
Las elecciones legislativas de 1985, en las que se renovó la Cámara de Diputados, fueron las últimas regidas por la Ley Federal de Organizaciones Políticas y Procesos Electorales (LFOPPE), emanada de la reforma política de 1977. En esa ocasión se registró una participación del 50.68% y el Partido Revolucionario Institucional (PRI) alcanzó el 64.81% de los votos por mayoría relativa y 60.07% de representación proporcional, seguido del Partido Acción Nacional (PAN) con 15.59% y 15.49%, respectivamente. La tercera fuerza, el Partido Socialista Unificado de México (PSUM), llegó solamente a 3.22% de los votos por mayoría y 3.30% de representación proporcional. Por lo anterior, el PRI logró controlar el 72.25% de la Cámara de Diputados en la LIII Legislatura.

### Reformas constitucionales de 1986
El 19 de junio de 1986, se publicó en el Diario Oficial de la Federación (DOF) un acuerdo firmado por el presidente Miguel de la Madrid (1982-1988) que instruía a la Secretaría de Gobernación a convocar a los partidos políticos nacionales, asociaciones, organizaciones, instituciones y ciudadanos a participar en «audiencias públicas de consulta sobre la renovación Política Electoral [...]», con la intención de recabar opiniones que permitieran al presidente «encontrar formas de perfeccionamiento democrático». La «renovación» se refería a reformas de la legislación electoral. Entre julio y agosto de ese año se efectuaron las consultas. Más tarde, el 3 de noviembre, de la Madrid envió una iniciativa de reforma de los artículos constitucionales 52, 53, 56, 60 y fracciones de los 54 y 77. Aprobadas por la Cámara a finales de noviembre y publicadas en el DOF el 15 de diciembre, las reformas implicaron cambios en los sistemas de representación de la Cámara de Diputados.
Los cambios significaron el incremento de 400 a 500 diputados —se adicionaron 100 escaños electos por representación proporcional—, establecieron que todos los partidos que alcanzaran un 1.5% de votos podrían participar en el sistema de representación proporcional y limitaron a 350 el número máximo de escaños que el partido más votado podría obtener, independientemente del porcentaje de votos logrado. Igualmente se determinaba un mecanismo para asegurar que siempre un partido tuviera la mayoría absoluta en la Cámara: «Si ningún partido obtiene el 51% de la votación nacional efectiva y ninguno alcanza [...] la mitad más uno de los miembros de la Cámara, al partido con más constancias de mayoría le serán asignados diputados de representación proporcional, hasta alcanzar la mayoría absoluta [...]». Por otra parte, se decretaba la renovación parcial del Senado cada tres años.
Con las reformas, el artículo 60 determinó que cada «Cámara calificará las elecciones de sus miembros y resolverá las dudas que hubiese sobre ellas» y que la «preparación, desarrollo y vigilancia de los procesos electorales» correspondería al Gobierno Federal. En este sentido, Krieger (1990) afirma que con esto los comicios dejaron de ser «un proceso popular para convertirse en un proceso administrativo, preparado, desarrollado, vigilado [...] por la burocracia». Por su parte, Carmona Hernández y Jiménez Solares (2006) indican que estas reformas tuvieron la «finalidad de devolver al gobierno el control absoluto de la organización electoral».

### Código Federal Electoral de 1987
En noviembre de 1986, de la Madrid envió a la Cámara de Diputados su iniciativa de ley del Código Federal Electoral. Los debates al respecto se iniciaron el 17 de diciembre siguiente, iniciando con el rechazo de una petición de los grupos parlamentarios de cinco partidos con la que protestaban contra la iniciativa y por la eliminación de sus proyectos. Posteriormente, se publicó en el DOF el 12 de febrero de 1987.
El nuevo código electoral estableció el principio de financiamiento público a partidos políticos con base en la cantidad de votos y escaños alcanzados; facilitó la conformación de coaliciones; implementaba la revisión anual del padrón electoral; eliminaba el registro condicionado de formaciones políticas; incorporaba la figura del Tribunal de lo Contencioso Electoral Federal, —órgano capacitado para resolver recursos de queja, reclamación y nulidad—, y cambiaba la conformación de la Comisión Federal Electoral (CFE): seguiría estando integrada por el secretario de Gobernación —que además fungía como su presidente— y representantes del Congreso de la Unión, sin embargo, establecía la representación de partidos políticos —un comisionado para cada formación con 1.5% de los votos, más uno por cada 3% adicional, con un límite de 16 comisionados por partido—.

## Contexto
En las elecciones presidenciales de 1982, el PRI —en coalición con el PPS y el PARM— venció con el 70.99% de los votos. Su candidato, Miguel de la Madrid Hurtado, una vez tomado el cargo implementó un «severo programa de austeridad», que implicaba recortes en el gasto social y en los servicios públicos. La estabilización económica consecuencia de la respuesta gubernamental a la crisis de deuda de inicios de la década se arruinó con la caída de los precios del petróleo en 1985 y empeoró con el terremoto del 19 de septiembre de ese año. El sismo también tuvo consecuencias políticas, pues obligó a la sociedad a organizarse en las labores de rescate y reconstrucción ante la pasividad gubernamental y catalizó el «asociacionismo civil». Para 1987, la inflación alcanzó el 159%. Gillingham (2012) asegura que por esta situación se incrementó el precio de las tortillas en un 400%, 800% para los frijoles y 1800% para el pan.
En este periodo, la deuda pública externa pasó de los 6 mil millones de dólares a los 84 mil millones. Rueda Peiro (1998) detalla que este aumento de la deuda, el empeoramiento de la crisis económica y los compromisos que el gobierno adquirió con el Fondo Monetario Internacional, para continuar recibiendo préstamos, llevaron a la «adopción de la política neoliberal y la consolidación [en el poder] [...] de un grupo de tecnócratas». Al descontento social que estas conduciones produjeron se sumó el de «los políticos que se sienten desplazados y que continúan sosteniendo la tesis del nacionalismo revolucionario». A nivel político, las reformas electorales y constitucionales fueron una respuesta gubernamental a la presión de la oposición, «a la vez que [obedecieron] a propósitos de control del oficialismo».
Molinar y Weldon (2014) toman el cambio de composición de la CFE —incrementando la presencia del PRI y eliminando su necesidad de conseguir apoyos de partidos opositores— y afirman que tal situación animó a los denominados peyorativamente «partidos paraestatales» —también llamados «partidos electoreros» o «partidos satélite», aquellos que normalmente apoyaban al PRI y que en ese entonces eran el Partido Auténtico de la Revolución Mexicana (PARM), el Partido Popular Socialista (PPS) y el Partido Socialista de los Trabajadores (PST)— a desafiar a su antiguo aliado. Ortega Ortiz (2010) indica que en este periodo la oposición, tanto izquierdista como derechista, comenzó a progresar lentamente, al punto de que el PAN se convirtió en una «amenaza» para el PRI en ciertas elecciones estatales, como fue el caso de Chihuahua en 1986.
A lo anterior se sumó la división al interior del «partido hegemónico». La respuesta de la élite priísta a las circunstancias fue «moverse a la derecha y bloquear a los principales izquierdistas». En este contexto se formó, en 1986, la Corriente Democrática al interior del partido, liderada por Cuauhtémoc Cárdenas Solórzano, Porfirio Muñoz Ledo y Rodolfo González Guevara. Medina Peña (2001) detalla que su creación fue una respuesta al «abandono de la intervención del Estado en la economía, los recortes presupuestales, la privatización de las empresas del sector paraestatal y la contracción del gasto social». Para Cárdenas y Muñoz Ledo, este cambio en el actuar gubernamental implicaba una traición a la base ideológica del partido: «la ideología de la Revolución mexicana».

## Organización

### Autoridades electorales
Con las reformas de 1986 y 1987, se transformó la composición de la Comisión Federal Electoral (CFE). Valdés y Piekarewicz (1990) afirman que la mayor fuerza del PRI en el órgano y la centralización de funciones en su presidente, el secretario de Gobernación, «aparecen como intentos gubernamentales para afianzar el control sobre la competencia electoral». No obstante, aclaran, el contexto político impidió el éxito de estas intenciones. En diversas ocasiones, el PRI ocupó su mayoría de votos en la CFE —19 votos (16 comisionados, dos representantes del Congreso y el presidente de la comisión) frente a 12 de la oposición— para resolver conflictos en contra de «la voluntad de los restantes partidos». Ejemplo de lo anterior, fue la solicitud de los partidos opositores de extender el plazo de empadronamiento —con fecha límite el 31 de diciembre de 1987 según el Código—. El PRI, argumentando que tal medida sería ilegal y acortaría otros plazos, votó en contra. Para estas elecciones, el padrón de electores quedó establecido en cerca de 38 millones de personas. No obstante, el Consejo Nacional de Población (CONAPO) estimaba que, para 1987, los habitantes mexicanos con derecho a voto llegarían a los 43.5 millones.
Para la oposición, algunos medios periodísticos y expertos del tema, el padrón era poco confiable. Se calculó que 20-30% era irregular. En este sentido, a la CONAPO se sumó el Instituto Nacional de Estadística y Geografía (INEGI), que estimó en 40 millones los ciudadanos con derecho a voto. Por su parte, la Presidencia de la República consideraba que serían «cerca de 38 millones de mexicanos». Las cifras oficiales arrojaron un padrón compuesto por 38 074 926 personas. Igualmente, el PRI logró imponer su decisión cuando el Partido Mexicano Socialista (PMS) retiró su candidatura en favor de Cuauhtémoc Cárdenas. Centrando el debate en temas técnicos, el PRI rechazó la solicitud de reeimprimir las boletas electorales, cuya impresión estaba a cargo de los Talleres Gráficos de la Nación. En suma, dicen Valdés y Piekarewicz (1990), la «contundencia del voto priísta» fue uno de los factores que más afectó la credibilidad de este proceso electoral. Rodríguez Araujo (1997) señala que, al igual que con el número de empadronados, el número de casillas instaladas varía de acuerdo con las fuentes —entre 54 652 y 56 642—.
En contraste a lo anterior, Valdés y Piekarewicz (1990) aseguran que, en algunas ocasiones, la CFE buscó el consenso y la conciliación en torno a «temas espinosos». Como ejemplos mencionan la creación de una subcomisión encargada de investigar los reclamos por destrucción de propaganda electoral y uso de recursos públicos en favor del PRI, y la querella contra Televisa por presentar un programa que tergiversaba las opiniones de los opositores al PRI. También motivo de conflicto fue el diseño de la boleta electoral para senadores, la que los opositores pedían permitiera el voto diferenciado, a un partido para el periodo sexenal y a otro para el trianual —dado que se establecía la renovación parcial del Senado, un candidato por estado mantendría su cargo por seis años y otro solamente por tres—.
El Tribunal de lo Contencioso Electoral determinó que «las dos fórmulas aparecieran en una misma boleta y con un solo círculo por partido». En total, el Tribunal resolvió 23 recursos de apelación en el año electoral, incluida la ratificación del fallo de la CFE de no reimprimir las boletas tras el retiro de la candidatura pemesista. Sin embargo, la participación del órgano durante la preparación de los comicios fue muy limitada.

### Candidatos

#### Partido Revolucionario Institucional

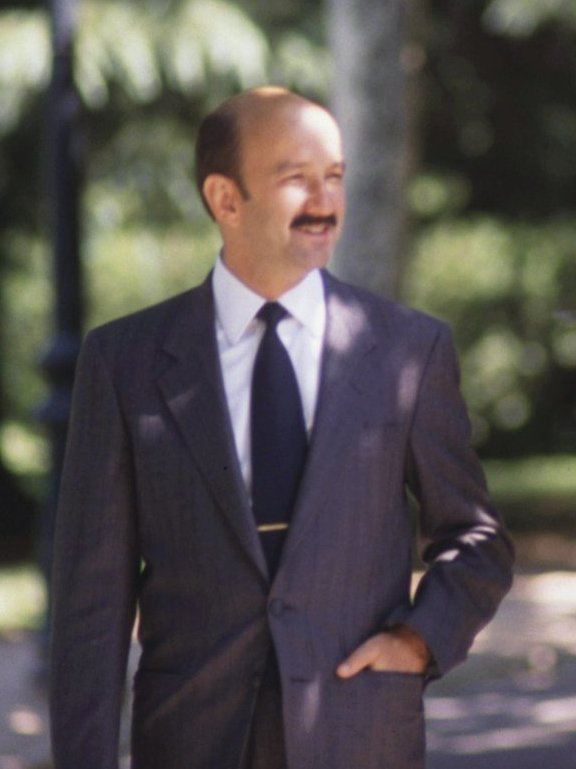
Carlos Salinas de Gortari, secretario de Programación y Presupuesto en el gabinete delamadridista, fue nombrado candidato presidencial del PRI el 4 de octubre de 1987.

El 4 de octubre de 1987, el PRI designó a Carlos Salinas de Gortari, en ese entonces secretario de Programación y Presupuesto, como su candidato presidencial. El presidente del partido, Jorge de la Vega Domínguez, fue el encargado de realizar el anuncio en la sede nacional a las 10:30 de la mañana ante los líderes de los sectores: «Los tres sectores de nuestro partido y su dirigencia territorial, se han pronunciado unánimemente a favor de la precandidatura del compañero Carlos Salinas de Gortari». Sin embargo, en palabras de García Calderón (2006), el proceso de selección del candidato fue «uno ficticio [...] con una pasarela de los supuestos precandidatos, el cual no era sino una mera simulación». Siguiendo la tradición priísta, el elegido fue seleccionado por el presidente de México y se reprodujo el «ritual del destape» en medio de un ambiente de «supuesta unidad partidaria». Esta «simulación» fue respuesta del partido gobernante a la «corriente democratizadora» que, en última instancia, resultó en la salida de varios militantes y en la formación del Frente Democrático Nacional (FDN).
En este sentido, Reveles Vázquez (2003) señala que aunque la selección del candidato no fue más democrática, «sí [fue] más abierta que antaño» gracias a la confrontación que produjo la Corriente Democrática (CD). Esta última cuestionó la política económica del presidente de la Madrid y exigió un proceso de elección interna más democrático. El 1 de junio de 1987, Cárdenas le solicitó al PRI emitir su convocatoria para la selección del candidato priísta. El crecimiento de los «democratizadores» alertó al partido y, cuando a finales de mes, Cárdenas y Muñoz Ledo eleveron el tono de sus exhortos a los dirigentes priístas, estos respondieron prohibiéndoles utilizar las instalaciones y emblemas partidistas y hablar en su nombre. Finalmente, el 3 de julio, la CD postuló a Cárdenas como precandidato con el objetivo principal de «presionar a partido y gobierno para la apertura del proceso de la sucesión presidencial». En un mitin en su casa y frente a dos mil personas, Cárdenas aceptó la nominación acompañado de Muñoz Ledo —virtual coordinador de precampaña—, e Ignacio Castillo Mena, entre otros políticos.
En paralelo, el PRI continuó su proceso de destape. En un inicio, se consideró a todos los secretarios de Estado del gabinete delamadridista «no impedidos constitucionalmente». De ellos, según Adler de Lomnitz, Salazar Elena y Adler (2004), se destacaban Jesús Silva-Herzog Flores —secretario de Hacienda— y el propio Salinas de Gortari. El primero, sin embargo, perdió su oportunidad tras un debate con Salinas sobre gasto público, su aislamiento del «favor presidencial» y su renuncia el 17 de junio de 1987. Alfredo del Mazo González —secretario de Energía—, cercano a de la Madrid, pasó a ser un aspirante «fuerte». Por tanto, los secretarios más «sonados» eran del Mazo, Salinas y Manuel Bartlett Díaz —secretario de Gobernación—. García Calderón (2006) agrega entre los aspirantes mejor posicionados al secretario de Educación, Miguel González Avelar.
No obstante, en un «hecho sin precedentes», el presidente del partido anunció públicamente el 13 de agosto el nombre de «seis distinguidos priístas» con posibilidades de convertirse en el candidato presidencial: Ramón Aguirre Velázquez —jefe del Departamento del Distrito Federal—, Bartlett Díaz, del Mazo González, Sergio García Ramírez —titular de la Procuraduría General de la República—, González Avelar y Salinas de Gortari, listados en un orden alfabético para «evitar suspicacias». Con lo anterior se dejó fuera otros nombres mencionados por los medios, como Ricardo García Sainz, director general del Instituto Mexicano del Seguro Social, y Guillermo Soberón Acevedo, secretario de Salud. Según la versión oficial, los seis nombres surgieron de visitas en todo el país que de la Vega Domínguez realizó para reunirse con líderes partidistas y de opinión. Todos fueron llamados a participar en comparecencias frente a los dirigentes del partido e invitados, que fueron televisadas entre el 17 y el 27 de agosto en «horario informativo estelar de la televisión» y siguiendo un «riguroso orden alfabético». Estas presentaciones, calificadas de «lección de democracia» y «fin del tapadismo», se proyectaron completas y recibieron cobertura en noticieros en el Canal 7, Canal 5 —después de medianoche— y Canal 2, tras 24 horas.
De acuerdo con Adler de Lomnitz, Salazar Elena y Adler (2004), las intervenciones tuvieron en común las alabanzas al presidente y la «poca precisión» de las propuestas. Los aspirantes buscaron eliminar los «aspectos negativos de su imagen», presentarse como políticos cuando eran «acusados de tecnócratas» y aquellos menos versados en economía hacían «cabriolas» para demostrar sus capacidades. El PRI «inició un proceso de consulta a las bases y conversaciones con dirigentes» para conocer su opinión. Los priístas, sin embargo, se negaban a pronunciarse a favor de algún aspirante. El 3 de octubre, el PRI emitió su convocatoria y anunció que del 5 al 7 se registrarían los precandidatos. En los días previos al anuncio del candidato priísta existió mucha «incertumbre» y los «considerados con más posibilidades» eran Bartlett, Salinas y del Mazo.
La confusión se mantuvo hasta el mismo 4 de octubre cuando, por la mañana, Núcleo Radio Mil —a la que posteriormente se sumó Acir, Radio Fórmula y Radio Programas de México— informó equivocadamente —por un rumor que del Mazo divulgó— que el seleccionado era García Ramírez. Cuando finalmente se dio a conocer que el candidato sería Salinas de Gortari, la noticia es esparció rápidamente y en «minutos, en horas, el país entero estaba enterado del nombre», gracias a un «amplio despliegue informativo» que incluyó a la televisión privada y estatal. El mismo día comenzó la precampaña priísta —con Salinas como precandidato único— y culminó en la toma de protesta como candidato, el 8 de noviembre siguiente; se efectuó en la sede nacional del PRI y en el marco de la segunda jornada de la VII Convención Nacional Ordinaria y significó también el inicio de la campaña presidencial del partido oficial.

#### Frente Democrático Nacional

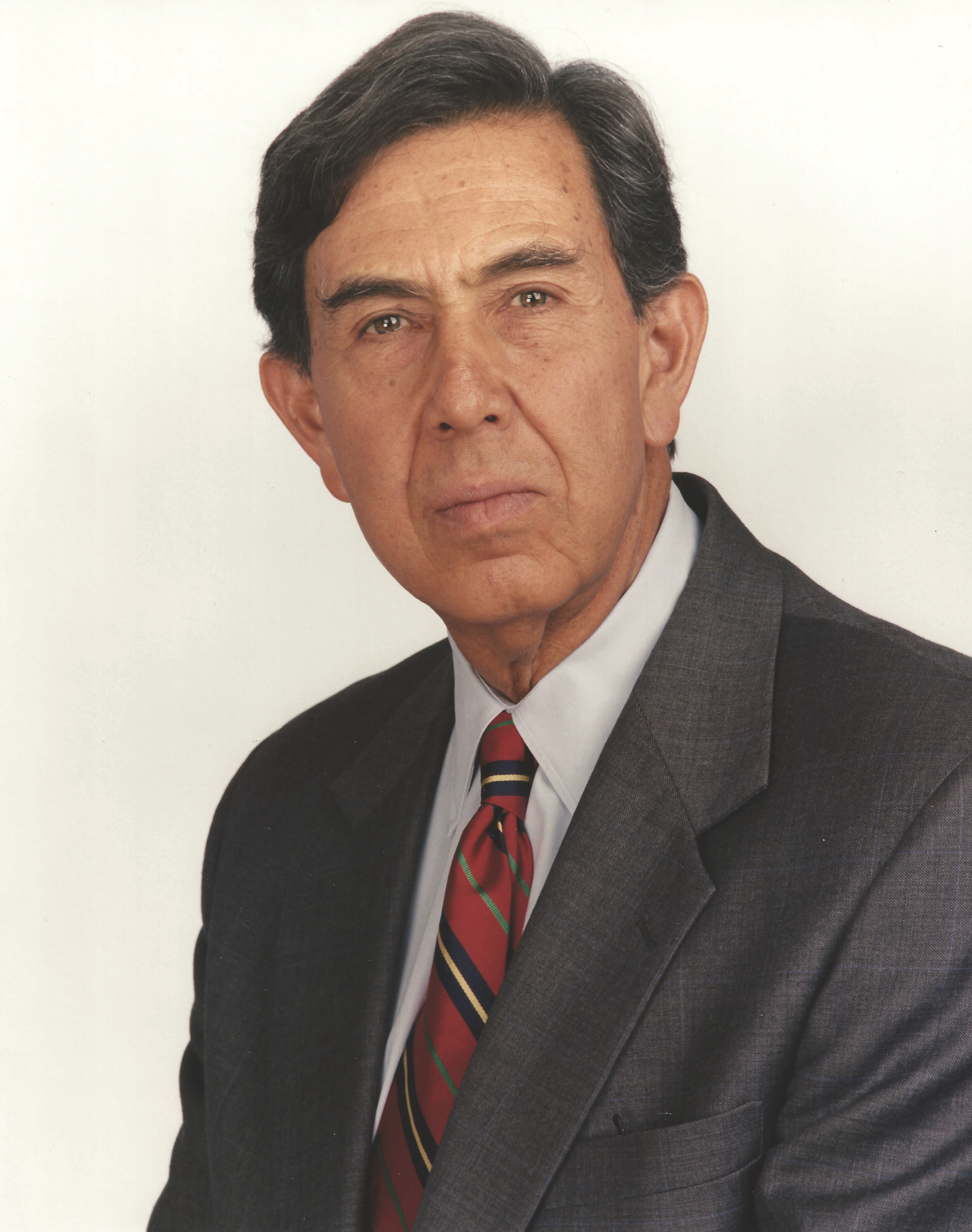
Cuauhtémoc Cárdenas Solórzano, lideró la Corriente Democrática del PRI y fue postulado a la presidencia por el PARM.

El 9 de septiembre de 1987, la CD lanzó su propuesta de «plataforma electoral básica del PRI» y entre el 17 y el 21 del mismo mes llevó a cabo la «Marcha de las 100 horas por la democracia». Aunque se tenía planeado terminar en la sede del PRI para exigir se abriera el proceso de registro de precandidatos, el día 21 los líderes se negaron y explicaron que tal acción podría considerarse como «provocación», por lo que nombraron un grupo de personas para reunirse con los dirigentes priístas y explicar sus exigencias. Luego de una reunión de veinte minutos entre Humberto Lugo Gil y Jesús Salazar Toledano, por parte del partido, y una comisión liderada por Ifigenia Martínez, Oscar Pintado y Castillo Mena, en representación de la CD, el PRI le negó el registro a Cárdenas «simplemente porque no hay ninguna convocatoria para el registro de precandidatos», según Salazar Toledano, citado por Pintado.
En «un último esfuerzo a este respecto», el día 29 la CD emitió el manifiesto En defensa de la legitimidad democrática que, por falta de recursos, se publicó hasta el 3 de octubre. García Calderón (2006) apunta que el documento expresaba la inconformidad de la Corriente y que, sumada a las declaraciones que en días anteriores Muñoz Ledo y Cárdenas dieron a los medios, «dejaban ya ver la búsqueda de escenarios fuera del PRI». Ante la designación de Salinas como candidato, Cárdenas se refirió a «procedimientos antidemocráticos que hace la cúpula a espaldas de les  [sic] militantes». López Leyva (2012) indica que, en el ambiente previo a la salida de Cárdenas del PRI, «se visualizaba la posibilidad de negociar una candidatura única de izquierda». Al menos, «así lo dejaban ver dos partidos opositores»: el Partido Popular Socialista (PPS), aún sin candidato, y el Partido Mexicano Socialista (PMS), con Heberto Castillo como su abanderado.
El 9 de octubre, dirigentes del PPS se reunieron con Muñoz Ledo y Cárdenas para llegar a un acuerdo. Por su parte, el PMS buscó absorber a la CD. Sin embargo, a diferencia de los acercamientos «poco firmes» de estos dos partidos, un tercero, el Partido Auténtico de la Revolución Mexicana (PARM) estableció un «vínculo serio» y el 12 de octubre una comisión de asambleístas le propuso la candidatura. Dos días después, Cárdenas se afilió al PARM y rindió protesta como su candidato presidencial. Al respecto, Castillo declaró «[la candidatura es un] grave error político [...] con sus hechos [Cárdenas] demostró que le interesaba más su candidatura que los problemas del país» e incluso consideró que podía tratarse de una maniobra del propio priismo. Igualmente, la decisión cupular de la postulación causó una «división interna» en la formación política.
Por lo anterior, Cárdenas también fue expulsado del PRI. En un comunicado dado a conocer el 16 de octubre, el partido informó que la exclusión obedecía a la violación del artículo 211 de sus estatutos —«quien ingrese en otro partido [...] o sea postulado como candidato por otro partido para oponerse al PRI [...] [renuncia] a su calidad de integrante del PRI»—. Xelhuantzi López (1988) explica que la CD optó por el PARM como partido para postular a Cárdenas debido a varias razones: en términos ideológicos, «significaba mantenerse, enteramente, en el discurso y los valores de la Revolución mexicana»; dejaba abiertas las posibilidades de que otras formaciones se adherieran a la candidatura; su trayectoria reciente, y que no impuso condiciones ni trató de «apropiarse del movimiento y de la legitimidad de la Corriente».
Al PARM le siguió el Partido Socialista de los Trabajadores (PST) que, junto con la candidatura de Cárdenas, el 22 de noviembre siguiente formalizó su cambio de nombre a Partido del Frente Cardenista de Reconstrucción Nacional (PFCRN). Al igual que con el PARM, en este caso la CD «salvaguardó la hegemonía ideológica y de proyecto de la Revolución mexicana». Siete días después, Cárdenas inició su campaña electoral en Morelia frente ocho mil personas, según las autoridades, y 35 mil, de acuerdo con los organizadores; en su discurso anunció la inminente adhesión del PPS y otras fuerzas políticas. Lo anterior se materializó el 13 de diciembre, cuando en su XIII Congreso el PPS lo postuló y con ello concluyó «la etapa de gestación de alianzas fundamentales de la Corriente Democrática con organizaciones políticas registradas». En ese momento, la candidatura cardenista ya recibía el apoyo de organizaciones sin registro, como el Partido Social Demócrata, la Unión Democrática y el Partido Socialista Revolucionario.
La formación de una alianza más amplia se inició el 15 de diciembre, con la renuncia al PRI de Muñoz Ledo. Él y Cárdenas pasaron a convertirse en los «principales conductores» de la coalición, que se concretó el 12 de enero de 1988. Ese día en la ciudad de Xalapa, se constituyó formalmente el Frente Democrático Nacional (FDN) con la firma de una plataforma común de «izquierda nacionalista», que recibió el apoyo también del Partido Verde Mexicano —sin registro—, Fuerzas Progresistas de México, el Consejo Nacional de Obreros y Campesinos, el Movimiento de Acción Popular, la Asamblea de Barrios de la Ciudad de México, la Unión Revolucionaria Emiliano Zapata, entre otras organizaciones. Según Xelhuantzi López (1988), el FDN no era un «objetivo terminal», sino un «instrumento político-histórico-electoral a nivel nacional y regional para definir alianzas y convergencias básicas» y que hasta los comicios de julio de 1988 se comportó como un «actor político con plena personalidad y funciones precisas».

#### Partido Acción Nacional
En los años previos a la elección, el Partido Acción Nacional (PAN) vivió un «auge electoral sin precedentes en la región norte» del país. Reveles Vázquez (1996) apunta que su perfil electoral se derivó de una «coalición dirigente de carácter pragmático alimentada por la entrada [...] de varios empresarios» descontentos con el gobierno. Uno de ellos, Manuel J. Clouthier —también conocido como Maquío— anunció públicamente su afiliación a la formación política el 16 de noviembre de 1984 en un mitin de Carlos Castillo Peraza —candidato panista a la presidencia municipal de Mérida—.
Desde entonces participó en las actividades del partido y en 1986 compitió contra el priísta Francisco Labastida Ochoa por la gubernatura de Sinaloa. El acuerdo que pactó con otros candidatos panistas a gubernaturas para defender el voto en caso de fraude dio inicio a un «estilo más dinámico y agresivo de hacer campañas electorales» por parte del PAN. Ante una controvertida derrota, los panistas emplearon formas nuevas de «denuncia y resistencia civil» ante lo que consideraron fraudes electorales. En la Semana Santa de 1987, un grupo de panistas y de sus amigos le convencieron de presentarse en la contienda interna para ser el candidato presidencial panista.
El 3 de septiembre siguiente, Clouthier fue el primero en registrarse como precandidato presidencial y recibió el apoyo de los comités estatales de Nayarit, Sinaloa y Veracruz. Le siguieron Jesús González Schmal, Jorge Eugenio Ortiz Gallegos y Salvador Rosas Magallón. Sin embargo, el segundo se retiró por motivos de salud. La preecampaña se llevó a cabo entre septiembre y noviembre. Mientras que Clouthier se identificaba más con un panismo «pragmático radical» —según Gómez Tagle (1989), un panismo «agresivo, populista y contradictorio» impulsado por el empresariado que buscaba «romper con el Estado y con el partido»—, González Schmal representaba al segmento más conservador, «doctrinario». Fuera del partido, el grupo encabezado por Clouthier se conoció como «los bárbaros del norte» —frase atribuida al dirigente priísta Fidel Velázquez—; al interior se les denominó peyorativamente los «neopanistas».
No obstante, Clouthier se impuso en las elecciones internas el 22 de noviembre con 870 votos (70.3%), frente a 335 (27%) de González Schmal y 34 (2.7%) de Rosas Magallón. En la convención, que se efectuó en el gimnasio Juan de la Barrera de la Ciudad de México y duró siete horas, luego de la derrota González Schmal le expresó su apoyo a Clouthier, que además de recibió el apoyo del presidente del partido, Luis H. Álvarez. El candidato llamó a sus contrincantes a firmar un pacto contra «triunfos fraudulentos» y para realizar una «campaña política de altura», a la vez que instó a la población «a resistir y a desobedecer a los que en el abuso del poder pretendan seguirlos oprimiendo».

#### Partido Mexicano Socialista

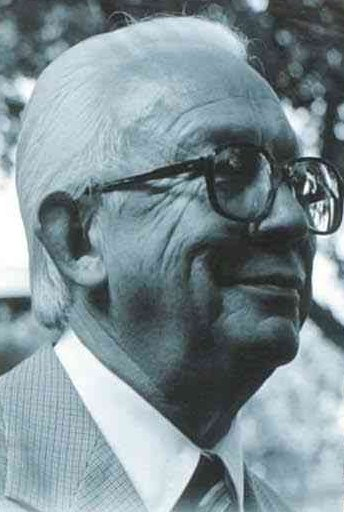
Heberto Castillo fue el candidato presidencial del PMS.

El 10 de enero de 1987 se inició la fusión de los partidos izquierdistas Socialista Unificado de México (PSUM), Mexicano de los Trabajadores (PMT), Revolucionario Socialista, del Pueblo Mexicano y el Movimiento Revolucionario Popular, con la intención de conformar un partido para modificar el «régimen político» y abrir «amplios canales para que obreros y campesinos» participaran en «asuntos nacionales». Con este objetivo, el 29 de marzo se firmó el «Convenio de Fusión» que dio origen al Partido Mexicano Socialista (PMS). Después de su integración, el partido efectuó el proceso de elección interna para la selección de su candidato presidencial. Se trató de un «novedoso» sistema de «elecciones primarias directas y abiertas».
Según Gómez Bruera (2002), gracias a ese sistema no solo los miembros afiliados podían votar, sino que cualquier ciudadano mexicano podía hacerlo. A mediados de junio, Heberto Castillo fue propuesto como precandidato en un acto con alrededor de 2000 campesinos veracruzanos afiliados al PMT. También recibió el apoyo de 154 comités de base de esa formación. Con ello, Castillo se sumó a Eraclio Zepeda, diputado federal, Antonio Becerra Gaytán, líder del PSUM en Chihuahua, y José Hernández Delgadillo, excandidato izquierdista a la gubernatura de Hidalgo. A finales de mes, cuando se cerraron los registros, se confirmó un total de cuatro aspirantes a la candidatura que se enfrentaron en una elección primaria llevada a cabo el 6 de septiembre. Tres días después, el Colegio Nacional de Electores del PMS informó que Castillo se perfilaba como el ganador. Momentos después, Becerra reconoció su derrota y al día siguiente Zepeda hizo lo propio.
El partido designó el 14 de septiembre —13 de septiembre según Rodríguez Araujo (1997)— a Castillo como su candidato presidencial. El propio abanderado reportó en un artículo para la revista Proceso: «Fui electo candidato del PMS a la Presidencia con [119 600] votos de los [216 000] válidos, el 55% del total». En su candidatura propuso un programa «radical» de acción política y planteó un plan «mínimo de transformaciones políticas y sociales» con el objetivo de elaborar una «alternativa de poder para el pueblo».
Aunque el 23 de junio afirmó que se planteaba postular a Cárdenas si «rompía con el PRI», Castillo fue uno de los primeros en criticarlo cuando fue designado candidato del PARM. No obstante, el PMS aún se reunió el 15 de octubre con la CD y el PPS para negociar una candidatura única, ocasión en la que Castillo expresó que el PARM era un «burdo instrumento de la disidencia priísta  [sic]» y, pese a reconocerle a Cárdenas su «derecho» a unirse con ese partido, afirmó que «ahora la opción de Cárdenas no es la de Heberto Castillo». No obstante, según López Leyva (2007), Castillo «reconocía que su candidatura estaba al servicio de su partido». En este sentido, aún después de las declaraciones de su candidato, «las pláticas se abrieron», aunque el PMS obstaculizó cualquier tipo de acuerdo. Para Arnoldo Martínez Verdugo, líder pemesista, la izquierda debía unirse para derrotar al PRI y continuar con las medidas de austeridad, por lo que se mantendrían los esfuerzos para lograr una «posición unificada».

## Campaña electoral

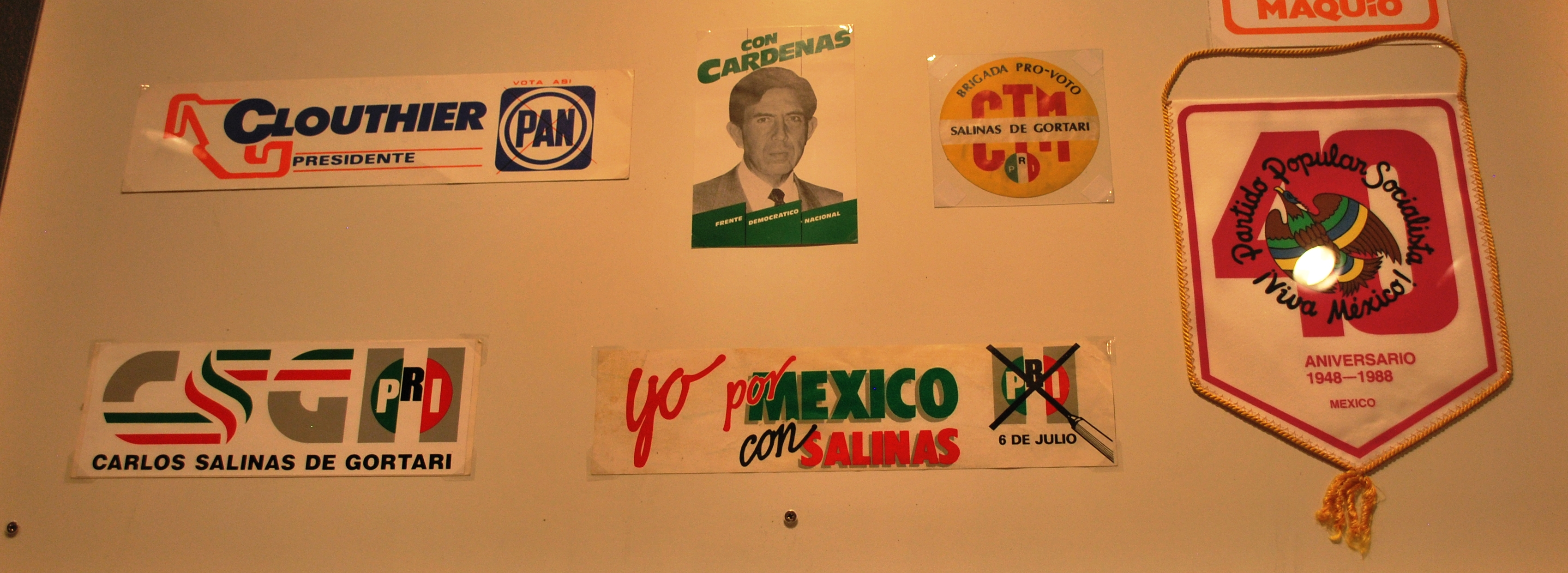
Propaganda electoral empleada en los comicios de 1988.

Barquín Álvarez (2002) apunta que, si bien el gobierno delamadridista previó el crecimiento de la oposición en estas elecciones, no consideró la dispersión del voto que produciría el «pluripartidismo». La «crisis», según el autor, se vislumbró desde la campaña electoral por el «alto grado de politización de la sociedad».

### Encuestas

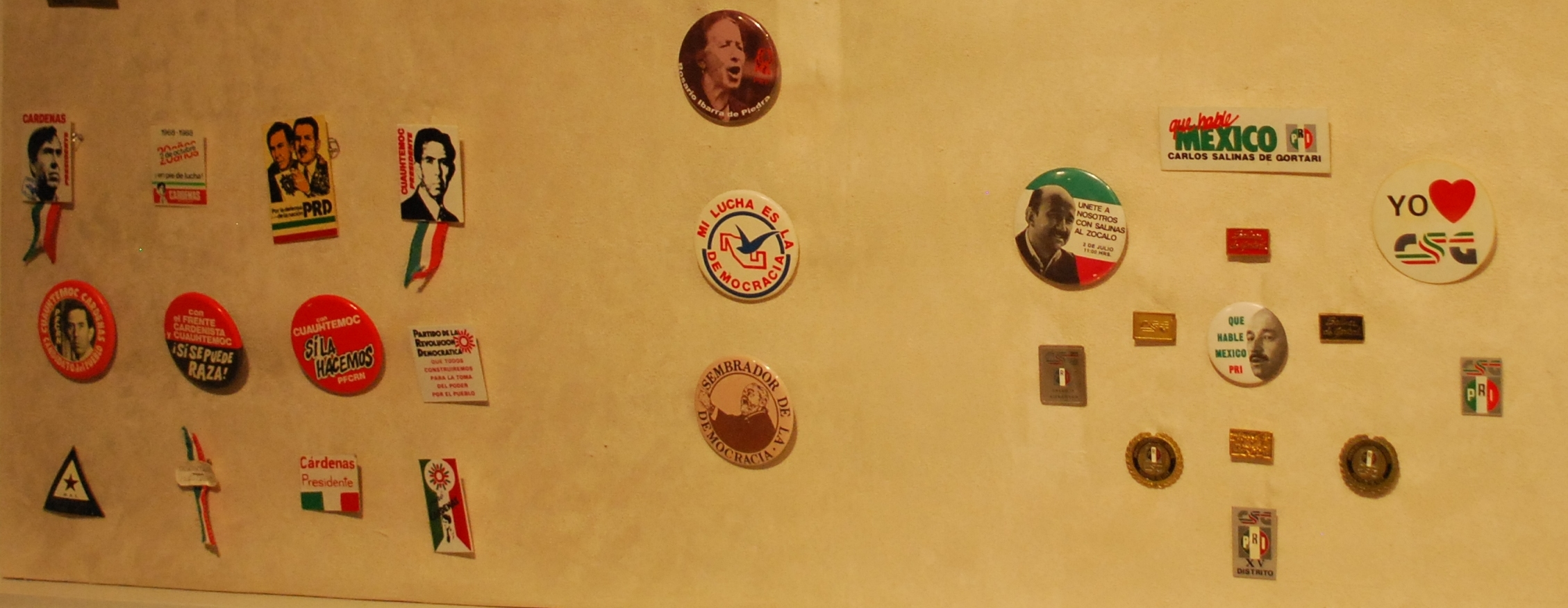
Botones de las campañas de Salinas de Gortari, Cárdenas, Clouthier y de Ibarra campaigns.

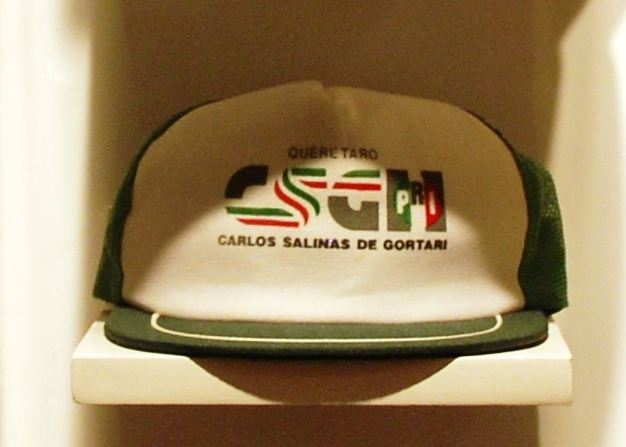
Una gorra de la campaña de Salinas de Gortari.

En este proceso electoral comenzaron a emplearse más prolíficamente los sondeos electorales en México. De acuerdo con Kuschick Ramos (2002) las circunstancias presentes en estos comicios, que llevaron a un «alto nivel de competencia» e «incertidumbre», llevó a que se presentaran múltiples encuestas de opinión. No obstante, apunta que la mayoría se limitaron al Distrito Federal y a la Zona metropolitana del valle de México. De su realización se encargaron los institutos educativos, a los que se sumaron medios, como El Universal y La Jornada, y organizaciones estadounidenses, como Gallup y  Bendixen and Law. Sumaron más de veinte ejercicios que involucraron «muy diversos» medios, investigadores y metodologías. Para de la Peña (2006) fue también dentro de estas circunstancias en donde surgió «la primera generación de instituciones mexicanas especializadas en la investigación de opinión pública».
En esta ocasión los sondeos fueron un «novedad» por su «proliferación y difusión», dado que previamente no se les consideraba de forma seria porque, «en el imaginario social», el PRI era prácticamente «invencible». López Leyva (2007) menciona nueve encuestas «de las que tenemos registro» con cobertura nacional, en contraste con las veintiuna limitadas al Distrito Federal. Asimismo, considera siete encuestas nacionales y trece del Distrito y hace un promedio que daba la victoria a Salinas con 52.00% y 36.95%, respectivamente, seguido en el primer caso de Clouthier con 22.09% y en el segundo de Cárdenas con 31.85%. En cobertura nacional, el candidato priísta alcanzó un máximo de 61.4% y un mínimo de 38%. Por su parte, en el caso de la capital del país ocho mediciones las lideró Salinas, cuatro Cárdenas y una era empate técnico.
De acuerdo con Kuschick Ramos (2002), la disparidad de muestras, tipos de levantamientos, cuestionarios y la «calidad de los resultados» ocasionó que las encuestas no arrojaran «certidumbre ni confiabilidad en torno» al proceso electoral. En este sentido, el sondeo de El Universal del 14 de junio incluyó la pregunta «¿Cree usted que los resultados electorales serán confiables?», respondida negativamente por el 60.73%. En julio, esta cifra se mantenía en 60.44%, más un 76.45% que consideraba que, «a pesar de todo», ganaría el candidato oficial. En el escepticismo se incluyó el propio candidato Cárdenas, para quien las encuestas demostraban que se preparaba un fraude electoral: «[las encuestas son] parte del juego del partido oficial, pero sobre todo del gobierno, para alterar el resultado de la elección [...]». Concluye López Leyva (2007) que pese a las cifras favorecedoras para Salinas, el PRI llegaba a porcentajes «inéditos» y se demostraba que Cárdenas «representaba una oposición en ascenso».
| Encuesta               | Fecha                    | Muestra           | Alcance          | Salinas | PRI   | Clouthier | PAN   | Cárdenas | FDN   | Castillo | PMS  | Otros |
| ---------------------- | ------------------------ | ----------------- | ---------------- | ------- | ----- | --------- | ----- | -------- | ----- | -------- | ---- | ----- |
| La Jornada             | 8 y 9 de febrero de 1988 | 440 encuestados   | Distrito Federal | 37.8%   |       | 15.2%     |       | 15.7%    |       | 11.2%    |      |       |
| Sin autor              | 11 de febrero de 1988    | 234 entrevistas   | Coahuila         | 46.7%   | 54.3% | 19.4%     | 23.1% | 17.2%    | 14.4% |          | 1.2% | 0.6%  |
| PEAC                   | Abril de 1988            | 1000 entrevistas  | ZMVM             | 45.4%   | 44.4% | 9.9%      | 17.3% | 26.3%    | 17.1% | 2.3%     | 3.2% | 0.6%  |
| UNAM/FCPyS             | 13 de mayo de 1988       | 9000 personas     | Nacional         | 61.4%   |       | 15.7%     |       | 15.2%    |       |          |      |       |
| El Norte               | Junio de 1988            | Sin datos         | Sin datos        |         | 46%   |           | 36%   |          | 17%   |          |      | 1%    |
| UAEM                   | 2 de junio de 1988       | 10 000 ciudadanos | Estado de México |         | 40.0% |           | 17.0% |          | 24.5% |          | 4.2% | 2.1%  |
| UAM                    | 9 de junio de 1988       | 594 ciudadanos    | Distrito Federal | 14.8%   |       | 15.8%     |       | 43.4%    |       |          |      |       |
| Proyecto Datavox-Punto | 13 de junio de 1988      | 1200 entrevistas  | Distrito Federal | 41.8%   | 41.8% | 23.1%     | 23.1% | 32.8%    | 27.9% |          | 4.8% | 1.0%  |
| El Universal           | 14 de junio de 1988      | Sin datos         | Nacional         | 57.1%   |       | 17.0%     | 20.8% |          |       |          |      |       |
| El Colegio de México   | 19 de junio de 1988      | Sin datos         | Nacional         | 61.4%   |       | 21.0%     |       | 17.5%    |       |          |      |       |
| El Universal           | 20 de junio de 1988      | Sin datos         | Nacional         | 56.2%   |       | 18.1%     |       | 21.6%    |       |          |      |       |
| Gallup                 | 21 de junio de 1988      | 2960 personas     | Nacional         | 56.0%   |       | 23.0%     |       | 19.0%    |       |          |      |       |
| El Universal           | 20 de junio de 1988      | Sin datos         | Nacional         | 54.1%   |       | 22.0%     |       | 19.1%    |       |          |      |       |
| UAZ                    | 30 de junio de 1988      | 2251 personas     | Zacatecas        |         | 41.4% |           | 11.9% |          | 23.8% |          | 5.5% | 1.8%  |
| UNAM/FCPyS             | Sin datos                | 469 cuestionarios | Distrito Federal | 18.9%   |       | 10.2%     |       |          | 52.5% |          |      |       |
| El Universal           | 4 de julio de 1988       | Sin datos         | Nacional         | 57.2%   |       | 21.0%     |       | 18.0%    |       |          |      |       |
| Proyecto Datavox-Punto | 4 de julio de 1988       | 600 entrevistas   | Distrito Federal | 36.9%   | 36.9% | 23.4%     | 23.4% | 37.3%    | 26.1% |          | 8.0% | 1.1%  |
| PEAC                   | 5 de julio de 1988       | 4414 entrevistas  | Nacional         | 43.6%   |       | 17.4%     |       | 29.1%    |       |          |      |       |
| COMECSO                | 5 de julio de 1988       | Sin datos         | Distrito Federal | 32.0%   |       | 13.3%     |       | 32.4%    |       |          |      |       |
| Bendixen and Law       | 5 de julio de 1988       | 1500 personas     | Nacional         | 38.0%   | 36.0% | 26.0%     | 26.0% | 29.0%    | 22.0% |          | 5.0% |       |
| IIS/UNAM               | Sin datos                | 400 personas      | Distrito Federal | 14.7%   |       | 16.7%     |       | 42.7%    |       | 4.7%     |      |       |

## Elección presidencial

### Ambiente previo a la elección
El Frente Democrático y sus líderes llamaron al presidente de la Madrid a evitar una ruptura de la legalidad al señalar gastos de mil millones de pesos diarios en la campaña de Salinas, y una estrategia de amenazas y presiones hacia los medios informativos para favorecer la campaña presidencial del candidato oficial.
Manuel Clouthier también denunció las inequidades en el proceso y la falta de objetividad en la cobertura por el principal noticiero de la televisión mexicana: 24 horas de Televisa, dirigido entonces por Jacobo Zabludovsky, por lo que uno de los principales lemas de lo que fue su campaña se convertiría en: “No veas 24 horas porque oculta la verdad”.
El 2 de julio, cuatro días antes de las elecciones, fueron asesinados Román Gil Heráldez y Francisco Javier Ovando Hernández, colaboradores de campaña del Frente Democrático, en la Ciudad de México. Ovando Hernández era el coordinador nacional de la estrategia de recepción de la información electoral del Frente, que vendría de las casillas y los distritos, lo que daño de manera irreparable la candidatura del Frente.

### Jornada
Las elecciones se llevaron a cabo el 6 de julio, en una jornada en la que se registró una «gran cantidad de irregularidades». Los medios de comunicación reportaron que en casi todas las casillas se habían seguido los procedimientos y que los comicios iniciaron a las 08:00 horas, momento en el que también la CFE instaló su sesión permanente para vigilar el proceso. No obstante, a partir de las 10:00 horas circularon informaciones sobre «dificultades en algunas casillas». Al respecto, Loaeza (1999) detalla que hacia el mediodía pudo constatarse «una afluencia inusual de votantes» y que cerca de la media tarde representantes panistas en Durango, Guanajuato, Querétaro y Sinaloa «empezaron a quejarse de irregularidades». Por su parte, Campuzano Montoya (2002) asegura que la vigilancia electoral «instrumentada» fue mayor que en comicios previos, pero no cumplió con los objetivos esperados; las irregularidades que se denunciaron no tuvieron la «contundencia» necesaria por diversos motivos —muchos de los escritos de protesta no llegaron al Tribunal de lo Contencioso Electoral y hubo problemas para que algunos comités de distrito recibieran y tramitaran los recursos de queja—.
También se implantó ley seca el día de la elección y desde las 03:00 horas el Ejército llevó a cabo un patrullaje «constante y discreto» para vigilar las casillas. Además, se acuartelaron 38 mil efectivos de la Marina. En el Distrito Federal también se realizó el «mayor despliegue policiaco» con 56 mil policías. A todos ellos se sumaron alrededor de 2500 notarios que debieron permanecer en activo, además de 124 agencias del Ministerio Público que la Procuraduría General de la República ordenó se mantuvieran abiertas por 24 horas. Alrededor de las 14:00 horas, los comisionados opositores se quejaron por la circulación de las revistas Impacto y Jueves de Excélsior que, pese a tener fecha del día siguiente, ya afirmaban la victoria de Salinas —la primera aseguraba que el priísta había ganado con veinte millones de votos—. Por otra parte, Jorge Amador, del PFCRN, solicitó que todos los comisionados tuvieran acceso directo a los equipos en los que se recibirían los resultados de la elección.
Entre las irregularidades denunciadas estaban la publicación tardía de la ubicación de las casillas, el borrado de la tinta indeleble y padrones electorales incompletos. Clouthier y Cárdenas comenzaron a «discutir acciones conjuntas» con el respaldo de Ibarra de Piedra. Después de las 18:00 horas, cuando se reanudó la sesión de la Comisión tras un receso, siguió la denuncia de prácticas como el robo de urnas, expulsión de representantes de casilla, «embarazo» de urnas y voto de electores sin credencial. De acuerdo con Reding (1988), el partido oficial «recurrió a su repertorio completo de trampas electorales». Incluso desde los días previos a los comicios se denunció el hallazgo de boletas marcadas en favor del PRI en estados como Chiapas, Jalisco, Michoacán y Veracruz.
En el seno de la Comisión Federal Electoral se denunció la aparición de paquetería y documentación electoral oficial destruida en algunos lugares del país, apenas unos días después de la elección. También se reportó la retención de credenciales para votar por líderes sindicales corporativos del PRI y boletas electorales falsificadas al interior de las urnas.

### Sistema de reporte de resultados
El día de los comicios, José Newman Valenzuela, director del Registro Nacional de Electores (RNE), afirmó a reporteros que pasadas las 18:00 horas se darían a conocer resultados preliminares de la elección presidencial, por medio de un mecanismo de «información y procesamiento de datos en computadoras» con el que se obtendría un muestreo «indicativo de las votaciones en las [54 641] casillas». De acuerdo con Valdés y Piekarewicz (1990), el RNE tuvo a su cargo la implementación de tal sistema. En días anteriores, cuando el PMS solicitó a Newman más información sobre tal mecanismo, el director convocó a los comisionados a una reunión. Se les informó que el sistema funcionaría por medio de los delegados del Registro, encargados de informar por vía telefónica —con 165 teléfonos y 60 magnetos— lo que los presidentes de los comités distritales reportaban y que la información sería capturada en una computadora aportada por el Consejo Nacional de Población. En la sede del RNE, los comisionados partidistas tendrían acceso a una terminal y una impresora.
Sin embargo, Castañeda (2015) indica que tal sistema, supuestamente localizado en la Avenida Insurgentes Sur en el RNE, no existió. En realidad, las terminales reproducirían la información procedente del «Sistema Nacional de Información Político Electoral» (SNIPE), localizado en la Avenida Bucareli, en la sede de la Secretaría de Gobernación. Preston y Dillon (2004) detallan que tal sistema lo creó, con el respaldo de Bartlett, Óscar de Lasse e involucró una computadora Unisys y cientos de trabajadores. Para el reporte de las cifras, delegados electorales visitarían la mayor cantidad de casillas en su distrito e informarían sobre los resultados vía telefónica al área que de Lasse estableció junto al centro de cómputo. Aunque debía permanecer secreto, la oposición se enteró de su existencia por las «numerosas e indiscretas contrataciones» que se hicieron para prepararlo. Por tanto, comenzaron a demandar que se compartiera la información y aunque se negó en un inicio, finalmente Bartlett accedió y le encargó a Newman explicarle a los comisionados el funcionamiento del supuesto sistema del RNE, que tendría que reportar la información conforme se captara.
No obstante, ante el riesgo de que los datos no fluyeran adecuadamente o estuvieran «sesgados», al recibir primero la información de la capital y las entidades cercanas, más próximas a la oposición, de Lasse había diseñado un mecanismo para «bifurcar el flujo» de información: las casillas favorables al PRI pasarían al archivo accesible por todos los partidos y las adversas para el partido oficial se mantendrían ocultas en el archivo accesible únicamente desde Bucareli —protegido por una serie de contraseñas—. De forma que, estos últimos datos se liberarían únicamente después de que se recibiera la información de los bastiones priístas, se nivelaran las cifras y se pudiera reportar un «triunfo abrumador» para el PRI.

### La «caída del sistema»
Cuando aún seguían en curso las elecciones, entre las 17:00 y 18:00 horas se informó a los comisionados que las terminales habían comenzado a recibir la información del RNE. De acuerdo con Castañeda (2015), los primeros datos fueron unas decenas de casillas del estado de Hidalgo, favorables al PRI. Poco después, un técnico del PAN logró acceder al archivo secreto con un mayor número de resultados. Sin embargo, un representante priísta lo retiró de la terminal y se comunicó con de Lasse; minutos más tarde se apagaron las pantallas. Luego de ser informados de lo ocurrido, los comisionados comenzaron a protestar en la sesión de la CFE. Diego Fernández de Cevallos, comisionado del PAN, lo reportó: «Se nos informa en el Comité Técnico de Vigilancia del Registro Nacional de Electores, que se calló la computadora, afortunadamente no del verbo 'caerse', sino del verbo 'callar' [...]». Bartlett les pidió no impacientarse y aseveró que «la información empezará a fluir», aunque solicitó un receso para revisar el sistema.
Cuando fueron informados de lo acontecido, Cárdenas, Clouthier e Ibarra de Piedra «decidieron manifestar su inconformidad ante las autoridades electorales». Mientras tanto, ya avisado por de Lasse que el PRI perdía en la capital y en estados cercanos, Bartlett se comunicó con el presidente de la Madrid. Años después, reconoció que el mandatario le solicitó no dar a conocer las cifras que se tenían en ese momento: «Sí, [de la Madrid] dice que me habló y me preguntó cómo iba la elección, y que yo le respondí que Cárdenas iba avanzando en algunos estados y en el Distrito Federal arrasando, y que entonces me pidió no dar ninguna información, porque si decía que iba ganando el ingeniero, con base en datos parciales, ya después nadie creería que no fue así». Por tanto, Bartlett informó que las «fallas técnicas» —o «insuficiencia técnica» por saturación de las líneas de telefonía— habían obligado a «improvisar un nuevo centro de cómputo» —según Valdés y Piekarewicz (1990) se informó a los partidos que Gobernación contaba con un sistema que podía sustituir al «caído»—.
Por su parte, tiempo después, en su narración de lo sucedido, Cárdenas aseguró que «[t]emprano por la tarde», ante la información de las irregularidades en las votaciones, «por conducto de Porfirio [Muñoz Ledo] se buscó una reunión con Manuel Clouthier». En ella acordaron elaborar un documento suscrito por los candidatos, «e invitar a Rosario Ibarra para que también se integrara, a lo que en cuanto se le llamó, accedió». Mientras Muñoz Ledo y Carlos Castillo Peraza lo redactaban ocurrió la «caída del sistema», «razón por la cual en el documento que se redactaba no se hizo alusión» a ello. Durante el receso de la sesión de la CFE, simpatizantes de los candidatos opositores se personaron en las oficinas de la Secretaría de Gobernación y a las 21:45 llegaron los tres. Al cabo de diez minutos les permitieron el paso para reunirse con Bartlett y entregarle el escrito que denominaron «Llamado a la legalidad».
En él decían que la «respuesta del gobierno y de los agentes del partido oficial ha sido contraria» a la «abrumadora» demanda ciudadana por «establecer un régimen democrático y abolir el autoritarismo imperante». Para los candidatos, además de «las numerosas violaciones a la legalidad constitucional», en los comicios se «puso evidencia la determinación del grupo gobernante de consumar una imposición». Y advirtieron que, de no restablecerse la «legalidad del proceso electoral», «los candidatos [...] que suscribimos este documento [Cuauhtémoc Cárdenas, Manuel J. Clouthier y Rosario Ibarra de Piedra], no aceptaríamos los resultados ni reconoceríamos las autoridades que provinieran de hechos fraudulentos». Bartlett respondió «No prejuzguemos. Sus imputaciones no están sustentadas. Estamos viviendo un proceso limpio, democrático [...]». Al salir del encuentro, Ibarra de Piedra leyó el documento y anunció que los tres se volverían a reunir. El receso de la sesión se prolongó desde las 20:00 hasta las 02:00 horas del día siguiente. En ese ínterin, los partidos opositores exigieron mayores explicaciones y, al cabo de unas horas —retraso que la Secretaría Técnica justificó por la visita de los tres candidatos—, los comisionados visitaron el sótano de la Secretaría de Gobernación, donde comprobaron la existencia de un sistema con 300 magnetos, operadores, equipo de captura en cinta magnética y una macrocomputadora.
En el lugar, en los primeros minutos del 7 de julio, se procesaba la información de mil casillas. Cuatro horas después recibieron copias solicitadas de los resultados, que daban una mínima ventaja a Salinas (42 %), seguido de Cárdenas (39 %). No obstante, a las 01:35 horas, el presidente del PRI, Jorge de la Vega Domínguez, anunció el triunfo «rotundo, contundente, legal e inobjetable» de Salinas de Gortari, sin respetar el acuerdo entre los partidos de no señalar a un ganador hasta que hubiera resultados oficiales. Los comisionados Jorge Alcocer (PMS) y Juan de Dios Castro Lozano (PAN) protestaron por ese anuncio; el primero aseveró que «Nadie puede proclamar un triunfo, porque de aquí no ha salido un solo resultado, ni siquiera de una sola casilla». En respuesta, Eduardo Andrade Sánchez (PRI) los acusó de «dramatizar» y defendió que de la Vega «proclamó el triunfo de nuestro candidato, basado en datos que directamente recibe nuestro partido [...] [proporcionados por] nuestros delegados en todo el país». Para las 17:00 horas aún no había resultados y al día siguiente se publicó un escrito, a iniciativa de Alcocer y en nombre de los siete partidos de oposición, en el que la CFE «informa a los ciudadanos que hasta el día de hoy, jueves 7, no ha emitido ningún resultado preliminar oficial [...] Por tanto, las declaraciones de candidatos y partidos sobre resultados electorales no están apoyados en ninguna información oficial».

### Resultados oficiales

#### General
El 13 de julio, la CFE dio a conocer los resultados de los cómputos distritales iniciados tres días atrás. En esa ocasión, el presidente de la Comisión indicó: «La voluntad popular del pueblo de México ha sido expresada de manera clara y eficaz en las urnas. Corresponde ahora a los partidos contendientes [...] aceptar el mandato de la voluntad popular». No obstante, de acuerdo con Gómez Tagle (1990), los partidos opositores manifestaron sus «dudas» sobre la exactitud de las cifras por las «evidencias de manipulación». En este sentido, Ortega Ortiz (2010) detalla que la oposición rechazó los resultados por inconsistencias «evidentes», como la mayor participación electoral en las entidades más pobres y rurales en comparación con las ciudades, el cómputo de más votos que votantes registrados en unas comunidades y la negativa del gobierno de publicar los resultados de 24 647 casillas.
Para Méndez de Hoyos (2006), los resultados «reflejaron la consolidación de tendencias que comenzaron en el pasado, a la vez que anunciaron el principio de transformaciones sustanciales» en los sistemas electoral y partidista. Previo al anuncio, en los días previos la Secretaría Técnica de la CFE había adelantado a los ocho partidos que las cifras preliminares daban la victoria al PRI. Más tarde, en su reporte de los cómputos, la CFE omitió las cifras de votos anulados y votos a candidatos no registrados, lo que le permitió afirmar que Salinas de Gortari había recibido más del 50% de la votación. Hasta las elecciones de 2018, en las cuales el candidato Andrés Manuel López Obrador obtuvo el 53.19% de los votos, ningún candidato presidencial mexicano volvería a obtener mayoría absoluta de votos (ya fuera en porcentaje de votos válidos o en porcentaje global) con respecto al conteo de votos oficial.
|  | 50.36 % |

|  | 48.93 % |

|  | 31.12 % |

|  | 29.94 % |

|  | 17.07 % |

|  | 16.20 % |

|  | 1.00 % |

|  | 0.96 % |

|  | 0.39 % |

|  | 0.38 % |

|  | 0.07 % |

|  | 3.51 % |

|  | 100.00 % |

|  | 100.00 % |

|  | 52.01 % |

#### Resultado por entidad federativa
| Estado                                                                 | Salinas (PRI) | Cárdenas (FDN) | Clouthier (PAN) | Magaña (PDM) | Ibarra (PRT) | No registrado |
| ---------------------------------------------------------------------- | ------------- | -------------- | --------------- | ------------ | ------------ | ------------- |
| Aguascalientes                                                         | 84.800        | 31.452         | 47.997          | 4.073        | 488          | 89            |
| Baja California                                                        | 151.739       | 152.203        | 100.951         | 3.365        | 3.949        | 1.746         |
| Baja California Sur                                                    | 46.267        | 22.028         | 16.273          | 410          | 536          | 129           |
| Campeche                                                               | 82.293        | 18.920         | 14.364          | 367          | 163          | 0             |
| Chiapas                                                                | 591.786       | 42.326         | 22.319          | 889          | 719          | 156           |
| Chihuahua                                                              | 284.896       | 34.858         | 199.334         | 1.391        | 1.034        | 482           |
| Coahuila                                                               | 178.147       | 96.896         | 50.349          | 959          | 464          | 1.424         |
| Colima                                                                 | 46.549        | 34.778         | 14.404          | 1.020        | 565          | 0             |
| Distrito Federal                                                       | 791.531       | 1.400.148      | 639.081         | 22.855       | 21.390       | 29.164        |
| Durango                                                                | 226.822       | 67.081         | 60.546          | 813          | 1.184        | 0             |
| Guanajuato                                                             | 319.798       | 159.751        | 217.420         | 27.603       | 1.660        | 80            |
| Guerrero                                                               | 309.202       | 182.766        | 12.450          | 4.384        | 1.887        | 108           |
| Hidalgo                                                                | 273.041       | 118.643        | 24.638          | 3.830        | 1.170        | 571           |
| Jalisco                                                                | 508.407       | 283.240        | 367.350         | 29.857       | 3.583        | 1.810         |
| México                                                                 | 694.451       | 1.196.728      | 380.784         | 36.054       | 17.511       | 5.951         |
| Michoacán                                                              | 142.700       | 392.051        | 63.188          | 12.972       | 1.505        | 2.483         |
| Morelos                                                                | 93.869        | 160.379        | 20.699          | 1.854        | 1.407        | 0             |
| Nayarit                                                                | 116.079       | 75.199         | 11.731          | 1.466        | 409          | 330           |
| Nuevo León                                                             | 507.524       | 26.941         | 166.915         | 1.511        | 1.265        | 0             |
| Oaxaca                                                                 | 400.833       | 189.919        | 29.111          | 2.977        | 5.205        | 110           |
| Puebla                                                                 | 781.085       | 192.825        | 107.718         | 6.082        | 3.631        | 317           |
| Querétaro                                                              | 150.783       | 37.633         | 46.251          | 2.759        | 632          | 0             |
| Quintana Roo                                                           | 61.973        | 22.682         | 9.138           | 298          | 141          | 90            |
| San Luis Potosí                                                        | 259.625       | 33.497         | 80.473          | 6.120        | 672          | 31            |
| Sinaloa                                                                | 317.029       | 104.517        | 200.066         | 1.270        | 1.008        | 0             |
| Sonora                                                                 | 281.464       | 40.937         | 85.579          | 1.117        | 1.289        | 0             |
| Tabasco                                                                | 199.166       | 53.406         | 14.078          | 1.126        | 252          | 46            |
| Tamaulipas                                                             | 279.041       | 141.547        | 46.589          | 2.050        | 836          | 246           |
| Tlaxcala                                                               | 110.780       | 57.034         | 10.818          | 4.653        | 715          | 0             |
| Veracruz                                                               | 948.971       | 470.534        | 78.982          | 13.355       | 4.191        | 224           |
| Yucatán                                                                | 206.375       | 4.964          | 95.950          | 176          | 192          | 0             |
| Zacatecas                                                              | 194.303       | 65.250         | 31.613          | 1.828        | 399          | 257           |
| Total                                                                  | 9.641.329     | 5.911.133      | 3.267.159       | 199.484      | 80.052       | 45.841        |
| Fuente: CEDE Archivado el 21 de septiembre de 2018 en Wayback Machine. |               |                |                 |              |              |               |

| Estado                                                                 | Salinas (PRI) | Cárdenas (FDN) | Clouthier (PAN) | Magaña (PDM) | Ibarra (PRT) | No registrado |
| ---------------------------------------------------------------------- | ------------- | -------------- | --------------- | ------------ | ------------ | ------------- |
| Aguascalientes                                                         | 50,21%        | 18,62%         | 28,42%          | 2,41%        | 0,29%        | 0,05%         |
| Baja California                                                        | 36,66         | 36,77          | 24,39           | 0,81         | 0,95         | 0,42          |
| Baja California Sur                                                    | 54,02         | 25,72          | 19,00           | 0,48         | 0,63         | 0,15          |
| Campeche                                                               | 70,88         | 16,30          | 12,37           | 0,32         | 0,14         | 0,00          |
| Chiapas                                                                | 89,91         | 6,43           | 3,39            | 0,14         | 0,11         | 0,02          |
| Chihuahua                                                              | 54,58         | 6,68           | 38,19           | 0,27         | 0,20         | 0,09          |
| Coahuila                                                               | 54,27         | 29,52          | 15,34           | 0,29         | 0,14         | 0,43          |
| Colima                                                                 | 47,83         | 35,74          | 14,80           | 1,05         | 0,58         | 0,00          |
| Distrito Federal                                                       | 27,25         | 48,21          | 22,01           | 0,79         | 0,74         | 1,00          |
| Durango                                                                | 63,63         | 18,82          | 16,99           | 0,23         | 0,33         | 0,00          |
| Guanajuato                                                             | 44,03         | 21,99          | 29,93           | 3,80         | 0,23         | 0,01          |
| Guerrero                                                               | 60,53         | 35,78          | 2,44            | 0,86         | 0,37         | 0,02          |
| Hidalgo                                                                | 64,72         | 28,12          | 5,84            | 0,91         | 0,28         | 0,14          |
| Jalisco                                                                | 42,57         | 23,72          | 30,76           | 2,50         | 0,30         | 0,15          |
| México                                                                 | 29,79         | 51,33          | 16,33           | 1,55         | 0,75         | 0,26          |
| Michoacán                                                              | 23,21         | 63,76          | 10,28           | 2,11         | 0,24         | 0,40          |
| Morelos                                                                | 33,74         | 57,65          | 7,44            | 0,67         | 0,51         | 0,00          |
| Nayarit                                                                | 56,56         | 36,64          | 5,72            | 0,71         | 0,20         | 0,16          |
| Nuevo León                                                             | 72,08         | 3,83           | 23,70           | 0,21         | 0,18         | 0,00          |
| Oaxaca                                                                 | 63,81         | 30,23          | 4,63            | 0,47         | 0,83         | 0,02          |
| Puebla                                                                 | 71,55         | 17,66          | 9,87            | 0,56         | 0,33         | 0,03          |
| Querétaro                                                              | 63,34         | 15,81          | 19,43           | 1,16         | 0,27         | 0,00          |
| Quintana Roo                                                           | 65,70         | 24,05          | 9,69            | 0,32         | 0,15         | 0,10          |
| San Luis Potosí                                                        | 68,25         | 8,81           | 21,15           | 1,61         | 0,18         | 0,01          |
| Sinaloa                                                                | 50,81         | 16,75          | 32,07           | 0,20         | 0,16         | 0,00          |
| Sonora                                                                 | 68,59         | 9,98           | 20,85           | 0,27         | 0,31         | 0,00          |
| Tabasco                                                                | 74,30         | 19,92          | 5,25            | 0,42         | 0,09         | 0,02          |
| Tamaulipas                                                             | 59,33         | 30,10          | 9,91            | 0,44         | 0,18         | 0,05          |
| Tlaxcala                                                               | 60,21         | 31,00          | 5,88            | 2,53         | 0,39         | 0,00          |
| Veracruz                                                               | 62,59         | 31,03          | 5,21            | 0,88         | 0,28         | 0,01          |
| Yucatán                                                                | 67,08         | 1,61           | 31,19           | 0,06         | 0,06         | 0,00          |
| Zacatecas                                                              | 66,17         | 22,22          | 10,77           | 0,62         | 0,14         | 0,09          |
| Total                                                                  | 50,36         | 30,88          | 17,07           | 1,04         | 0,42         | 0,24          |
| Fuente: CEDE Archivado el 21 de septiembre de 2018 en Wayback Machine. |               |                |                 |              |              |               |

## Elección legislativa
Los resultados electorales llevaron a que por primera vez el PRI no obtuviera las tres cuartas partes de la Cámara de Diputados y lograra la mayoría absoluta por apenas 10 diputados de ventaja, además por primera vez fueron elegidos Senadores de oposición, descartando a Jorge Cruickshank García quien había sido Senador por una alianza entre el PRI y su partido el PPS.

### Senado de la República
|  | 48.97 % |

|  | 9.13 % |

|  | 9.00 % |

|  | 6.10 % |

|  | 4.07 % |

|  | 28.30 % |

|  | 17.41 % |

|  | 1.18 % |

|  | 0.40 % |

|  | 0.00 % |

|  | 0.07 % |

|  | 3.64 % |

|  | 100.00 % |

|  | 49.68 % |

### Diputados
|  | 49.29 % |

|  | 9.06 % |

|  | 8.89 % |

|  | 5.97 % |

|  | 4.31 % |

|  | 28.23 % |

|  | 17.41 % |

|  | 1.30 % |

|  | 0.47 % |

|  | 3.30 % |

|  | 100.00 % |

|  | 49.43 % |

## Repercusiones y admisiones del fraude electoral
De las cinco entidades federativas (los estados de Baja California, Michoacán, Morelos, el Estado de México y el Distrito Federal) en los que los resultados oficiales reconocieron la victoria de Cárdenas, tres de sus gobernadores (el gobernador de Baja California Xicoténcatl Leyva Mortera, el gobernador de Michoacán Luis Martínez Villicaña y el gobernador del Estado del México Mario Ramón Beteta) fueron obligados a renunciar en los siguientes meses por el PRI, el cual los responsabilizó por la derrota del partido en dichos estados.
En el año 2004, el expresidente Miguel de la Madrid (en turno durante la elección) reveló en una autobiografía haber sentido temor cuando recibió los primeros resultados que favorecían a Cárdenas, y que convenció a Salinas de Gortari para que proclamara su victoria en la madrugada a pesar de que públicamente aún no se habían dado a conocer cifras oficiales.
El 7 de julio de 2017, Manuel Bartlett secretario de gobernación durante el gobierno de De la Madrid, y de educación pública durante el de Salinas, confesó al periódico Reforma que se manipularon las cifras de la elección de 1988 para que Carlos Salinas de Gortari fuera proclamado ganador. 
Por otra parte, Bartlett denunció que el Partido Acción Nacional "PAN" había sido cómplice del fraude y acusó a militantes de dicho partido como Diego Fernández de Cevallos y Felipe Calderón de haber aprobado la quema de boletas electorales que pudieran corroborar a futuro el fraude electoral cometido.
El 10 de julio, Diego Fernández de Cevallos respondería, que mientras él mismo y Acción Nacional realizaban movilizaciones y discursos en la tribuna para evidenciar las prácticas ilegales del PRI, fue el propio Manuel Bartlett inicialmente reconoció a Salinas como ganador, mostrando un discurso del mismo Bartlett en que este afirmaba que la elección había sido conforme a la ley. Manifestó que la quema de boletas obedeció a que la ley electoral así lo indicaba y que dicha destrucción de material ocurrió en 1992 cuatro años después de la elección (y no días después como afirmaba Bartlett), tiempo durante el cual dichas boletas estuvieron a resguardo exclusivo del PRI (sugiriendo que en ese tiempo seguramente habrían sido alteradas) por lo tanto no tenían ninguna utilidad como evidencia. Cevallos reiteró que Bartlett fue figura clave en legitimar el ascenso de Salinas a la presidencia y su evidente incongruencia al cuestionar, 29 años tarde los resultados electorales del 88, Por último, señaló la contradicción de que el principal operador del fraude del 88 se encontrara "perdonado" y fuera uno de los principales operadores políticos de López Obrador.
Manuel Bartlett señaló que Miguel de la Madrid le instruyó a que la Comisión Federal Electoral presidida por él, declarara ganador a Carlos Salinas de Gortari, a lo que se negó, optando de la Madrid por ordenar directamente a Jorge de la Vega Domínguez, entonces presidente nacional del PRI, a declarar ganador a Salinas "sin cifras" oficiales, el mismo día de la elección. Siendo la Cámara de diputados, erigida en colegio electoral, la que validó después la elección de Salinas con la aprobación del PRI y el PAN, producto de las negociaciones del PRI-Gobierno con la dirigencia nacional del PAN.

## Legado
Peschard (1993) considera que las elecciones de 1988 fueron un «parteaguas» en la historia electoral de México porque trastornaron uno de los elementos clave de la hegemonía del PRI: la capacidad de transmitir pacíficamente el poder dentro de la propia élite y con el aval del «consenso electoral». Fueron el «mayor cuestionamiento al régimen posrevolucionario» desde que se institucionalizó y dejó «manchada» la victoria del partido oficial por la «caída del sistema». Por otra parte, la autora destaca la pérdida de votos para el PRI y su derrota en algunas entidades, como Michoacán y el Distrito Federal, así como el inusitado aumento del abstencionismo (la participación apenas superó el 52% en la elección presidencial y el 49% en la elección legislativa para ambas cámaras). Al dividir la historia del «sistema de partido hegemónico» en bloques, indica que a partir de 1988, cuando ocurrió la caída de tal sistema; el cuestionamiento al régimen se expresó como una crisis del sistema electoral, a la que Labastida Martín del Campo y López Leyva (2004) suman una crisis de legitimidad que llevó a una serie de reformas negociadas, que dieron como resultado la transición democrática en el año 2000.